# Tandag
Tandag est une ville de 2e classe, capitale de la province de Surigao du Sud aux Philippines. Selon le recensement de 2010 elle est peuplée de 52 114 habitants.

## Climat
Le climat de Tandag est hyper-humide du fait de vent d'est, correspondant aux alizés.
| Mois                     | jan. | fév. | mars | avril | mai  | juin | jui. | août | sep. | oct. | nov. | déc. | année |
| ------------------------ | ---- | ---- | ---- | ----- | ---- | ---- | ---- | ---- | ---- | ---- | ---- | ---- | ----- |
| Température moyenne (°C) | 25,6 | 25,6 | 26,1 | 27    | 27,7 | 27,5 | 27,6 | 27,6 | 27,5 | 27,3 | 26,6 | 26,1 | 26,9  |
| Précipitations (mm)      | 769  | 647  | 487  | 346   | 252  | 178  | 174  | 146  | 163  | 212  | 462  | 654  | 4 490 |

## Barangays
Tandag est divisée en 21 barangays.
- Awasian
- Bag-ong Lungsod
- Bioto
- Bongtud
- Buenavista
- Dagocdoc
- Mabua
- Mabuhay
- Maitum
- Maticdum
- Pandanon
- Pangi
- Quezon
- Rosario
- Salvacion
- San Agustin Norte
- San Agustin Sur
- San Antonio
- San Isidro
- San Jose
- Telaje

## Démographie
| Année | Habitants | Évolution |
| ----- | --------- | --------- |
| 1995  | 39 222    | -         |
| 2000  | 44 327    | 13,02 %   |
| 2007  | 50 459    | 13,83 %   |
| 2010  | 52 114    | 3,28 %    |